# Chris Daughtry
Christopher Adam "Chris" Daughtry, född 26 december 1979 i Roanoke Rapids, North Carolina, är en amerikansk rocksångare, låtskrivare och gitarrist. Han var med i den 5:e säsongen av American Idol, där han slutade på en 4:e plats. Fick efteråt skivkontrakt och bildade rockbandet Daughtry där han är dess sångare och kompgitarrist. Bandet har bland annat släppt singlarna "It's Not Over", "Over You" och "Home".
Debutalbumet Daughtry släpptes i november 2006 och blev en storsäljare på dubbel platina. Den kom etta på de flesta av de amerikanska musiklistorna.
De flesta låtar som bandet sjunger och spelar är skrivna av honom själv.

## Diskografi
Album med Cadence
- All Eyes on You (1999)

EP med Absent Element
- Uprooted (2005)

Album med Daughtry
- Daughtry (2006)
- Leave This Town (2009)
- Break the Spell (2011)
- Baptized (2013)
- Cage to Rattle (2018)

### Fotnoter
1. ↑  Macias, Chris (19 augusti 2007). ”Rock on!; A guide to the rest of the music-packed week”. Sacramento Bee (California). ss. TK22. Läst 19 maj 2008.
2. 1 2 3  Chris Daughtry på IMDb
3. ↑  Daughtry diskografi på Discogs
4. ↑  Romper: When Will Chris Daughtry Release His Next Album? It Might Be A While...
5. ↑  Daughtry på Billboard